# Cyrtosia (diptère)
Ne doit pas être confondu avec Cyrtosia (plante).
Genre
Statut CITES
Cyrtosia est un genre de diptères diurnes de la famille des Mythicomyiidae.

## Liste des espèces
Selon GBIF (30 octobre 2023) :
- Cyrtosia abragi Efflatoun, 1945
- Cyrtosia aglota Séguy, 1930
- Cyrtosia arabica Evenhuis, 2009
- Cyrtosia baccadomus Gharali & Evenhuis, 2017
- Cyrtosia bispermatheca Gharali & Evenhuis, 2017
- Cyrtosia canariensis Engel, 1933
- Cyrtosia certozia Evenhuis & Gharali, 2020
- Cyrtosia charops Evenhuis & Gharali, 2020
- Cyrtosia chongorica Zaitzev, 1975
- Cyrtosia cinerascens Loew, 1873
- Cyrtosia cossacki Evenhuis, 2018
- Cyrtosia flavorufa Strobl, 1909
- Cyrtosia geniculata Séguy, 1930
- Cyrtosia gulperii Efflatoun, 1945
- Cyrtosia injii Efflatoun, 1945
- Cyrtosia jeanneli Séguy, 1949
- Cyrtosia luteiventris Bezzi, 1926
- Cyrtosia manni Evenhuis, 2018
- Cyrtosia marginata Perris, 1839
- Cyrtosia meridionalis Rondani, 1863
- Cyrtosia namaquensis Hesse, 1967
- Cyrtosia nigrescens Zaitzev, 1972
- Cyrtosia nitidissima Engel, 1933
- Cyrtosia nubila (Bezzi, 1925)
- Cyrtosia obscuripes Loew, 1855
- Cyrtosia occidentalis Rondani, 1863
- Cyrtosia opaca Loew, 1846
- Cyrtosia pallipes Costa, 1885
- Cyrtosia panemplio Evenhuis, 2009
- Cyrtosia perfecta (Becker, 1910)
- Cyrtosia persica Gharali & Evenhuis, 2011
- Cyrtosia pruinosula François, 1969
- Cyrtosia pusilla Loew, 1873
- Cyrtosia separata Efflatoun, 1945
- Cyrtosia serena (Becker, 1915)
- Cyrtosia stuckenbergi Hesse, 1967
- Cyrtosia subnitens Zaitzev, 1972
- Cyrtosia sympatrica Evenhuis, 2018
- Cyrtosia tetragramma Bezzi, 1926
- Cyrtosia trivitta Hakimian, Nozari, Gharali & Evenhuis, 2018
- Cyrtosia zieglerii Gharali & Evenhuis, 2017
- Cyrtosia zygophrys Evenhuis, 2009

## Systématique
Le nom valide complet (avec auteur) de ce taxon est Cyrtosia Perris, 1839.
Cyrtosia a pour synonyme :
- Cyrthosia Rondani, 1863